# Ksenia Ryzhova

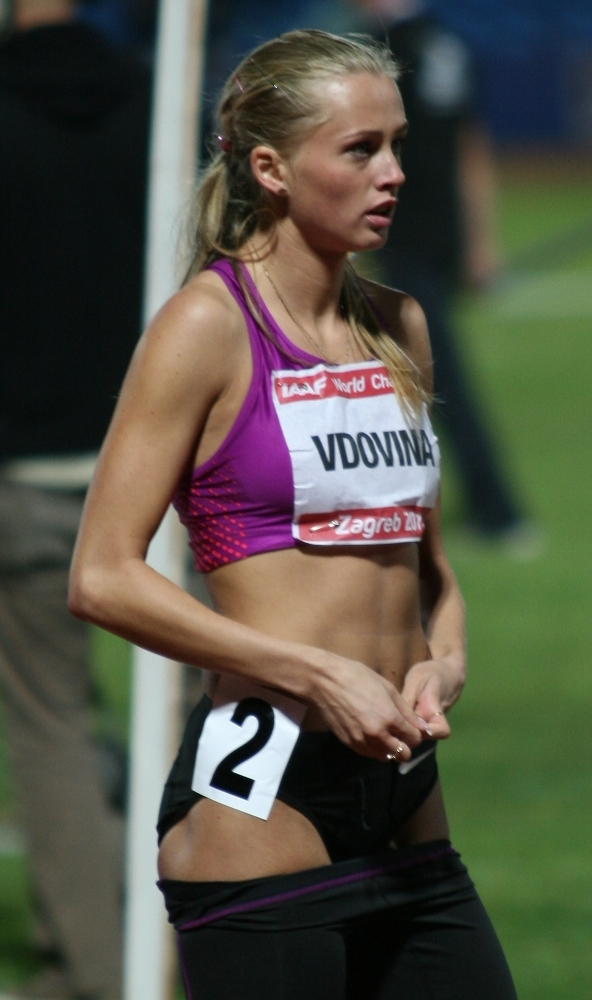
Kseniya Ryzhova en Zagreb, 2010

Ksenia Olégovna Ryzhova, antes Vdóvina (ruso: Ксения Олеговна Вдовина/Рыжова; Lipetsk, 19 de abril de 1987) es una atleta rusa de velocidad.

## Logros
En el Campeonato Mundial de Atletismo de 2013 quedó 7.ª en 400 metros, y 1.ª en 4 x 400 m.

## Vida personal
Ryzhova llegó a los titulares después de ganar el oro en los 400 metros relevo × 4 en el Campeonato Mundial de Atletismo de 2013, y, posteriormente, besando sus compañeras de equipo, cuando recibían medallas en el podio. El 18 de agosto de 2013 SkyNews informó la foto del beso entre Ryzhova y Yuliya Gushchina como un gesto político, pero luego se retractó y dijo que había un "gran debate en Twitter y otros medios de comunicación acerca de si era en protesta por la ley anti-gay del gobierno"—a «Prohibición de la propaganda de la homosexualidad en Rusia».
En una entrevista concedida a la agencia de noticias italiana  ANSA, los atletas negado que los besos eran una protesta contra la ley de la "propaganda homosexual" y dijo que tales especulaciones son "insultantes".